# Fuente del León

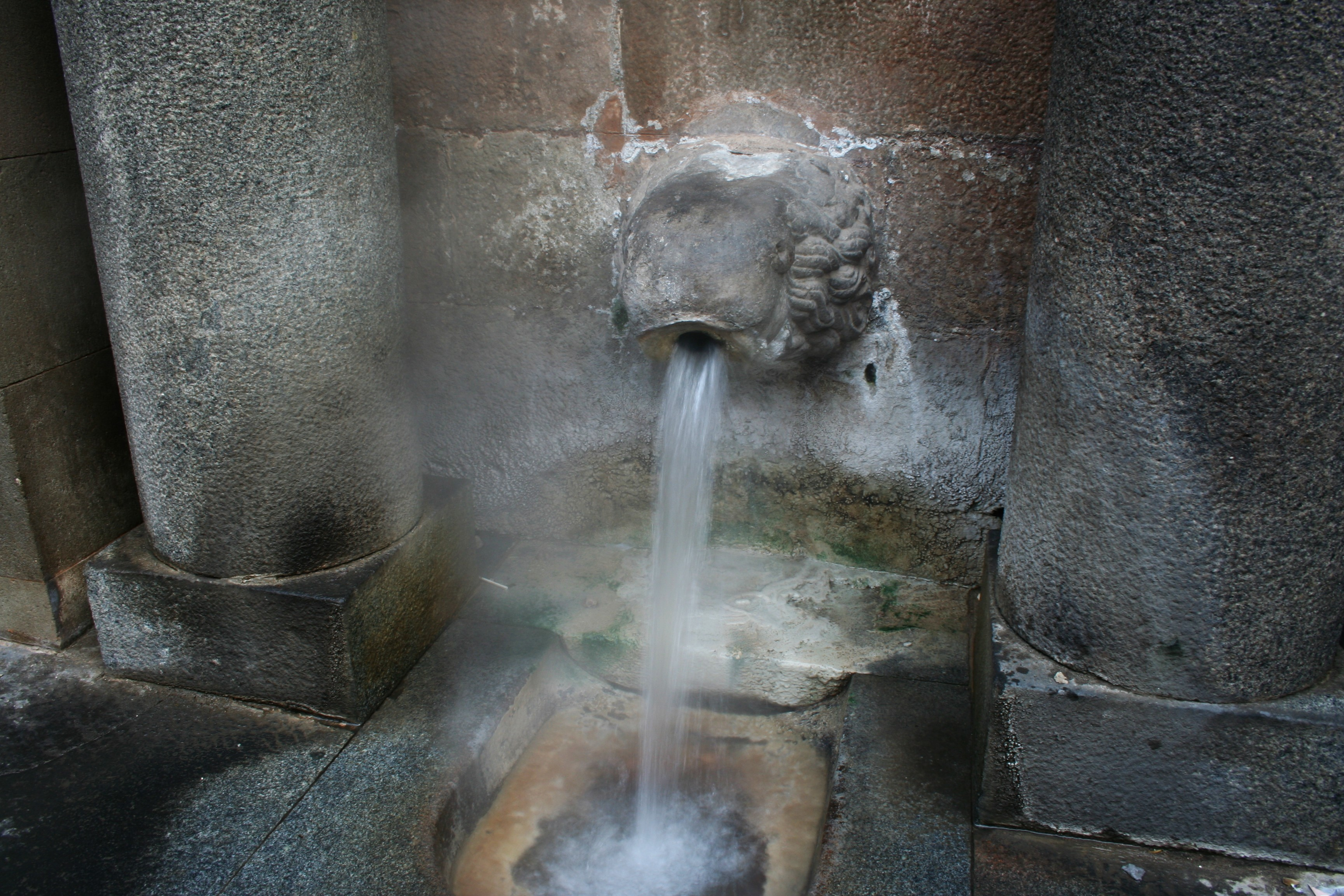
El agua de la Fuente del León sale a una temperatura de unos 74 °C

La fuente del León es una fuente termal situada en la plaza central de Caldas de Montbuy (Vallés Oriental).

## Historia
La fuente del León es un monumento centenario situado en la plaza central de la villa, bautizada con el mismo nombre que el brollador. Ha constituido desde siempre un símbolo de identidad y de misterio, tanto por las aguas termales como por el hecho de que el gran chorro de agua que sale por la boca de un león de piedra no ha dejado nunca de fluir. Sale con un caudal muy abundante y constante, a una temperatura de 74 °C.
De acuerdo con un informe sanitario del año 1923, estas aguas tenían propiedades mineromedicinales, porque son hipertermales y contienen cloro, sodio, litio, bromo y yodo, entre otros. Gracias al hecho de tener estas propiedades terapéuticas, están indicadas para combatir varias enfermedades, sobre todo por aliviar enfermedades de la piel, de los huesos y afecciones respiratorias.
El agua termal de la fuente ha sido siempre muy utilizada por la población. La fuente es de acceso público y todo el mundo que lo quiere puede ir a buscar. La particularidad de que salga caliente y traiga tantos minerales hace que el agua sea útil para muchas tareas de la vida cotidiana, como por ejemplo fregar los platos, poner las legumbres a remojo, cocinar o bien lavar la ropa. Así, a cualquier hora del día, se puede encontrar alguien que va a la fuente a buscar agua.

## Antigua fuente y remodelación
La fuente originaria se construyó en 1581, pero fue remodelada el 1822, con un aspecto que algunos todavía pueden recordar. Esta fuente del siglo XIX quedaba enclotada respecto del nivel de la plaza y se accedía a ella frontalmente, mediante unas escaleras. El agua salía por la boca de un león esculpida en piedra. Además, al lado izquierdo tenía una porteta de madera que daba acceso a un recinto municipal pleno de balsas de agua. Estas balsas estaban compartimentades y servían porque los cesteros y los labradores pudieran poner a remojo los mimbres, una planta leguminosa cultivada por los agricultores de la cercanía que servía para alimentar los cerdos.
En 1919, algunos vecinos que vivían cerca de la fuente presentaron una instancia al Ayuntamiento quejándose del mal olor que desprendían los llobins de las balsas y de la carencia de higiene que comportaba el hecho que los aldeanos fueran a desplomar los pollos y a limpiar todo tipo de utensilios a la misma fuente. La respuesta del Ayuntamiento fue, en parte, favorable, porque prohibió usar la fuente para limpiar objetos, pero, en parte, negativa, porque no prohibió el uso de las balsas, puesto que servían para la industria del pueblo.
Aun así, en 1922, el Departamento Provincial de Sanidad envió un informe pidiendo que se desalojaran las balsas de atrás la fuente y se limpiaran escrupulosamente, porque constituían un peligro de salud pública y favorecían el contagio de epidemias. Este hecho fue decisivo porque el Ayuntamiento se planteara construir una nueva estructura del brollador, para poder cerrar las balsas y trasladar los remulls al lavadero público de La Portalera.
Así, en 1926, el Ayuntamiento decidió remodelar la fuente y encargó el proyecto al arquitecto Manuel Raspall. El presupuesto para la reforma era de 11 000 pesetas. Después de un año, el proyecto se llevó a cabo y la fuente empezó a cambiar de aspecto.
Las obras se hicieron con celeridad debido a la temperatura y el bajo nivel a que estaba situado el brollador. En marzo de 1928, la fuente ya estaba prácticamente acabada. Eusebi Arnau fue el escultor encargado de esculpir el león que coronó el monumento, hecho con piedra de Montjuic, y la cantera del Fomento proporcionó las dos columnas de granito que actualmente flanquean el brollador del agua. El coste total de la fuente sobrepasó el presupuesto original, pero dejó satisfecha una buena parte de la población.
La inauguración se celebró el 9 de abril de 1928. En la fiesta acudieron el capitán general, el gobernador civil, el alcalde del momento, Francesc Torras y Sayol, y otras autoridades convocadas para la ocasión. Después de una solemne inauguración del monumento,  hubo un banquete popular a can Llobet para obsequiar con una buena comida todos los asistentes al acto. Además, el Ayuntamiento pidió explícitamente a la población que se vistiera con sus mejores galas porque la villa fuera digna de ser visitada por aquellas autoridades.